# Imani Pullum
Imani Sharon Pullum (* 2007) ist eine US-amerikanische Schauspielerin.

## Leben
Pullum stand erstmals im Alter von vier Jahren für Werbespots vor der Kamera. Seit ihrem 13. Lebensjahr ist sie als Filmschauspielerin aktiv.
2022 spielte sie Nebenrollen in dem Historienfilm Emancipation an der Seite von Will Smith und dem Kriegsfilm Escape Through Africa neben Eric Roberts. Im selben Jahr verkörperte sie die Rolle der Topa in vier Episoden der Science-Fiction-Serie The Orville.
2023 übernahm sie die Hauptrolle der Ella Gardner in der Netflix-Serie Classified.

## Filmografie
- 2018: Muslimah's Guide to marriage
- 2019: All That (Fernsehserie, 2 Folgen)
- 2022: Escape Through Africa
- 2022: Emancipation
- 2022: The Orville (Fernsehserie, 4 Folgen)
- seit 2023: Classified (Fernsehserie)